# Municipio de Lecompton
El municipio de Lecompton (en inglés: Lecompton Township) es un municipio ubicado en el condado de Douglas en el estado estadounidense de Kansas. En el año 2010 tenía una población de 1707 habitantes y una densidad poblacional de 18,57 personas por km².

## Geografía
El municipio de Lecompton se encuentra ubicado en las coordenadas 39°1′33″N 95°25′48″O / 39.02583, -95.43000. Según la Oficina del Censo de los Estados Unidos, el municipio tiene una superficie total de 91.93 km², de la cual 89.71 km² corresponden a tierra firme y (2.42%) 2.22 km² es agua.

## Demografía
Según el censo de 2010, había 1707 personas residiendo en el municipio de Lecompton. La densidad de población era de 18,57 hab./km². De los 1707 habitantes, el municipio de Lecompton estaba compuesto por el 94.84% blancos, el 0.59% eran afroamericanos, el 2.11% eran amerindios, el 0.41% eran asiáticos, el 0.06% eran isleños del Pacífico, el 0.47% eran de otras razas y el 1.52% pertenecían a dos o más razas. Del total de la población el 1.46% eran hispanos o latinos de cualquier raza.